# Chuang Chia-jung
Dit is een Chinese naam; de familienaam is Chuang.
Chuang Chia-jung Chinees: 莊佳容 / 庄佳容, Hanyu pinyin: Zhuāng Jiāróng) (Kaohsiung, 10 januari 1985) is een tennisspeelster uit Taiwan. Zij begon met tennis toen zij zeven jaar oud was. Haar favoriete ondergrond is gravel. Zij speelt rechtshandig en heeft een tweehandige backhand. Zij werd prof in 2001.

## Loopbaan
Tot op dit moment wist Chuang geen bijzondere resultaten te boeken in het enkelspel. Na 2008 heeft zij zo goed als niet meer deelgenomen aan enkelspeltoernooien.
Samen met Chan Yung-jan was Chuang wel succesvol in het dubbelspel. Zij wonnen samen verscheidene toernooien. Daarnaast won zij drie toernooien met Hsieh Su-wei. Chuang en Chan stonden tot nu toe twee keer in een grandslam-dubbelspelfinale, namelijk op het Australian Open en het US Open in 2007.
In de periode 2001–2017 maakte Chuang deel uit van het Taiwanese Fed Cup-team – zij behaalde daar een winst/verlies-balans van 26–11.

## Posities op deWTA-ranglijst
Positie per einde seizoen:
| jaar | rang enkelspel | rang dubbelspel |
| ---- | -------------- | --------------- |
| 2001 | 743            | 753             |
| 2002 | 469            | 362             |
| 2003 | 313            | 293             |
| 2004 | 200            | 135             |
| 2005 | 307            | 75              |
| 2006 | 177            | 87              |
| 2007 | 507            | 7               |
| 2008 | 462            | 16              |
| 2009 | 501            | 28              |
| 2010 | –              | 28              |
| 2011 | –              | 47              |
| 2012 | –              | 39              |
| 2013 | –              | –               |
| 2014 | –              | 69              |
| 2015 | –              | 43              |
| 2016 | –              | 49              |

## Resultaten grandslamtoernooien
| Legenda | Legenda                          |
| ------- | -------------------------------- |
| g.t.    | geen toernooi gehouden           |
| l.c.    | lagere categorie                 |
| –       | niet deelgenomen                 |
| G       | uitgeschakeld in de groepsfase   |
| 1R      | uitgeschakeld in de eerste ronde |
| 2R      | uitgeschakeld in de tweede ronde |
| 3R      | uitgeschakeld in de derde ronde  |
| 4R      | uitgeschakeld in de vierde ronde |
| KF      | uitgeschakeld in de kwartfinale  |
| HF      | uitgeschakeld in de halve finale |
| F       | de finale verloren               |
| W       | het toernooi gewonnen            |
| w-v     | winst/verlies-balans             |

### Enkelspel
| Toernooi        | 2004 |
| --------------- | ---- |
| Australian Open | 1R   |
| Roland Garros   | –    |
| Wimbledon       | –    |
| US Open         | –    |

### Vrouwendubbelspel
| toernooi        | 2005 | 2006 | 2007 | 2008 | 2009 | 2010 | 2011 | 2012 |    | 2014 | 2015 | 2016 | 2017 |
| --------------- | ---- | ---- | ---- | ---- | ---- | ---- | ---- | ---- | -- | ---- | ---- | ---- | ---- |
| Australian Open | 3R   | 1R   | F    | 3R   | 1R   | 2R   | KF   | 1R   | 1R | 1R   | 1R   | 1R   |      |
| Roland Garros   | –    | –    | KF   | KF   | 2R   | 1R   | 1R   | 2R   | –  | 2R   | 1R   | 1R   |      |
| Wimbledon       | –    | –    | 3R   | 1R   | 2R   | 2R   | 1R   | 1R   | –  | 1R   | 1R   | 2R   |      |
| US Open         | 2R   | –    | F    | 1R   | 1R   | 2R   | 1R   | KF   | –  | 2R   | 1R   | 2R   |      |

### Gemengd dubbelspel
| Toernooi        | 2007 | 2008 | 2009 | 2010 | 2011 |    | 2016 |
| --------------- | ---- | ---- | ---- | ---- | ---- | -- | ---- |
| Australian Open | –    | KF   | 2R   | KF   | KF   | –  |      |
| Roland Garros   | KF   | 1R   | 1R   | 1R   | 2R   | 2R |      |
| Wimbledon       | 3R   | KF   | 3R   | 1R   | 1R   | 2R |      |
| US Open         | 2R   | 1R   | 1R   | –    | –    | –  |      |

## Palmares
| Legenda                | Legenda                  |
| ---------------------- | ------------------------ |
| Grandslamtoernooi      |                          |
| Olympische Spelen      |                          |
| Year-End Championships |                          |
| tot 2009               | 2009 – 2020 / vanaf 2021 |
| Tier I                 | Premier Mandatory        |
| Tier II                | Premier Five / WTA 1000  |
| Tier III               | Premier / WTA 500        |
| Tier IV & V            | International / WTA 250  |
|                        | Challenger / WTA 125     |

### WTA-finaleplaatsen enkelspel
geen

### WTA-finaleplaatsen vrouwendubbelspel
| nr.              | finale     | toernooi              | ondergrond | partner             | tegenstandsters                                | score             |         |
| ---------------- | ---------- | --------------------- | ---------- | ------------------- | ---------------------------------------------- | ----------------- | ------- |
| gewonnen finales |            |                       |            |                     |                                                |                   |         |
| 1.               | 2005-10-02 | WTA Seoel             | hardcourt  | Chan Yung-jan       | Jill Craybas Natalie Grandin                   | 6-2, 6-4          | details |
| 2.               | 2007-02-18 | WTA Bangalore         | hardcourt  | Chan Yung-jan       | Hsieh Su-wei Alla Koedrjavtseva                | 6-7, 6-2, [11-9]  | details |
| 3.               | 2007-06-17 | WTA Birmingham        | gras       | Chan Yung-jan       | Sun Tiantian Meilen Tu                         | 7-6, 6-3          | details |
| 4.               | 2007-06-23 | WTA Rosmalen          | gras       | Chan Yung-jan       | Anabel Medina Garrigues Virginia Ruano Pascual | 7-5, 6-2          | details |
| 5.               | 2007-09-23 | WTA Peking            | hardcourt  | Hsieh Su-wei        | Han Xinyun Xu Yifan                            | 7-6, 6-3          | details |
| 6.               | 2007-09-30 | WTA Seoel             | hardcourt  | Hsieh Su-wei        | Eléni Daniilídou Jasmin Wöhr                   | 6-2, 6-2          | details |
| 7.               | 2008-02-10 | WTA Pattaya           | hardcourt  | Chan Yung-jan       | Hsieh Su-wei Vania King                        | 6-4, 6-3          | details |
| 8.               | 2008-05-18 | WTA Rome              | gravel     | Chan Yung-jan       | Iveta Benešová Janette Husárová                | 7-6, 6-3          | details |
| 9.               | 2008-07-27 | WTA Los Angeles       | hardcourt  | Chan Yung-jan       | Eva Hrdinová Vladimíra Uhlířová                | 2-6, 7-5, [10-4]  | details |
| 10.              | 2008-09-28 | WTA Seoel             | hardcourt  | Hsieh Su-wei        | Vera Doesjevina Maria Kirilenko                | 6-3, 6-0          | details |
| 11.              | 2009-04-12 | WTA Ponte Vedra Beach | gravel     | Sania Mirza         | Květa Peschke Lisa Raymond                     | 6-3, 4-6, [10-7]  | details |
| 12.              | 2009-08-09 | WTA Los Angeles       | hardcourt  | Yan Zi              | Maria Kirilenko Agnieszka Radwańska            | 6-0, 4-6, [10-7]  | details |
| 13.              | 2009-10-18 | WTA Japan (Osaka)     | hardcourt  | Lisa Raymond        | Chanelle Scheepers Abigail Spears              | 6-2, 6-4          | details |
| 14.              | 2010-01-16 | WTA Hobart            | hardcourt  | Květa Peschke       | Chan Yung-jan Monica Niculescu                 | 3-6, 6-3, [10-7]  | details |
| 15.              | 2010-10-10 | WTA Peking            | hardcourt  | Volha Havartsova    | Gisela Dulko Flavia Pennetta                   | 7-6, 1-6, [10-7]  | details |
| 16.              | 2011-05-21 | WTA Straatsburg       | gravel     | Akgul Amanmuradova  | Natalie Grandin Vladimíra Uhlířová             | 6-4, 5-7, [10-2]  | details |
| 17.              | 2011-08-27 | WTA New Haven         | hardcourt  | Volha Havartsova    | Sara Errani Roberta Vinci                      | 7-5, 6-2          | details |
| 18.              | 2012-03-04 | WTA Kuala Lumpur      | hardcourt  | Chang Kai-chen      | Chan Hao-ching Rika Fujiwara                   | 7-5, 6-4          | details |
| 19.              | 2012-05-05 | WTA Estoril           | gravel     | Zhang Shuai         | Jaroslava Sjvedova Galina Voskobojeva          | 4-6, 6-1, [11-9]  | details |
| 20.              | 2014-07-27 | WTA Nanchang          | hardcourt  | Junri Namigata      | Chan Chin-wei Xu Yifan                         | 7-6, 6-3          | details |
| 21.              | 2014-09-06 | WTA Suzhou            | hardcourt  | Chan Chin-wei       | Misa Eguchi Eri Hozumi                         | 6-1, 3-6, [10-7]  | details |
| 22.              | 2014-09-20 | WTA Guangzhou         | hardcourt  | Liang Chen          | Alizé Cornet Magda Linette                     | 2-6, 7-6, [10-7]  | details |
| 23.              | 2015-05-23 | WTA Straatsburg       | gravel     | Liang Chen          | Nadija Kitsjenok Zheng Saisai                  | 4-6, 6-4, [12-10] | details |
| 24.              | 2016-02-20 | WTA Dubai             | hardcourt  | Darija Jurak        | Caroline Garcia Kristina Mladenovic            | 6-4, 6-4          | details |
| 25.              | 2017-06-11 | WTA Bol               | gravel     | Renata Voráčová     | Lina Gjorcheska Aleksandrina Naydenova         | 6-4, 6-2          | details |
| verloren finales |            |                       |            |                     |                                                |                   |         |
| 1.               | 2004-10-03 | WTA Seoel             | hardcourt  | Hsieh Su-wei        | Cho Yoon-jeong Jeon Mi-ra                      | 3-6, 6-1, 5-7     | details |
| 2.               | 2006-10-01 | WTA Seoel             | hardcourt  | Mariana Díaz Oliva  | Virginia Ruano Pascual Paola Suárez            | 2-6, 3-6          | details |
| 3.               | 2006-10-08 | WTA Japan (Tokio)     | hardcourt  | Chan Yung-jan       | Vania King Jelena Kostanić                     | 6-7, 7-5, 2-6     | details |
| 4.               | 2007-01-28 | Australian Open       | hardcourt  | Chan Yung-jan       | Cara Black Liezel Huber                        | 4-6, 7-6, 1-6     | details |
| 5.               | 2007-02-11 | WTA Pattaya           | hardcourt  | Chan Yung-jan       | Nicole Pratt Mara Santangelo                   | 4-6, 6-7          | details |
| 6.               | 2007-03-18 | WTA Indian Wells      | hardcourt  | Chan Yung-jan       | Lisa Raymond Samantha Stosur                   | 3-6, 5-7          | details |
| 7.               | 2007-09-09 | US Open               | hardcourt  | Chan Yung-jan       | Nathalie Dechy Dinara Safina                   | 4-6, 2-6          | details |
| 8.               | 2007-10-07 | WTA Japan (Tokio)     | hardcourt  | Vania King          | Sun Tiantian Yan Zi                            | 6-1, 2-6, [6-10]  | details |
| 9.               | 2008-03-09 | WTA Bangalore         | hardcourt  | Chan Yung-jan       | Peng Shuai Sun Tiantian                        | 4-6, 7-5, [8-10]  | details |
| 10.              | 2008-05-24 | WTA Straatsburg       | gravel     | Chan Yung-jan       | Tetjana Perebyjnis Yan Zi                      | 4-6, 7-6, [6-10]  | details |
| 11.              | 2010-04-11 | WTA Ponte Vedra Beach | gravel     | Peng Shuai          | Bethanie Mattek-Sands Yan Zi                   | 6-4, 4-6, [8-10]  | details |
| 12.              | 2012-01-14 | WTA Hobart            | hardcourt  | Marina Erakovic     | Irina-Camelia Begu Monica Niculescu            | 7-6, 6-7, [5-10]  | details |
| 13.              | 2014-11-09 | WTA Taipei            | tapijt (i) | Chang Kai-chen      | Chan Hao-ching Chan Yung-jan                   | 4-6, 3-6          | details |
| 14.              | 2015-08-29 | WTA New Haven         | hardcourt  | Liang Chen          | Julia Görges Lucie Hradecká                    | 3-6, 1-6          | details |
| 15.              | 2016-08-27 | WTA New Haven         | hardcourt  | Kateryna Bondarenko | Sania Mirza Monica Niculescu                   | 5-7, 4-6          | details |
| 16.              | 2016-11-20 | WTA Taipei            | tapijt (i) | Chang Kai-chen      | Natela Dzalamidze Veronika Koedermetova        | 6-4, 3-6, [5-10]  | details |